# ایچیچالی
ایچیچالی (به لاتین: Ichichali) یک منطقهٔ مسکونی در روسیه است که در داغستان واقع شده‌است.